# Oneida Limited
Oneida Limited — американская коммерческая компания, бывшая на протяжении большей части XX века одним из крупнейших в мире производителей столовых и кухонных приборов, посуды из нержавеющей стали, серебра и стекла для частных потребителей и организаций общественного питания, а также крупнейшим в Северной Америке производителем столовых сервизов для общепита.. С временем эта компания выросла до транснациональной корпорации, ведущий бизнес одновременно в США, Канаде, Мексике и ещё в нескольких странах Латинской Америки, Европы и Азии. Но в начале XXI века она стала постепенно сдавать позиции в результате экономических кризисов и не выдерживая конкуренции с китайскими производителями подобных товаров.
Первоначально компания была основана в середине XIX века в городе Шеррилл (англ. Sherrill) штата Нью-Йорк.

## История
Компания произошла от утопической религиозной коммуны Онайда, основанной в середине XIX столетия. Основателем и руководителем коммерческой компании и коммуны был один и тот же человек — Джон Хамфри Нойес, придерживающийся идей христианского перфекционизма.
Религиозно-философские взгляды основателя сказались и на деятельности коммерческой компании. Члены религиозной коммуны были первыми акционерами Oneida Limited, а в совете директоров компании была женщина — Харриет Джосселин (Harriet Joselyn) — что было нетипичным и выглядело как отклонение от нормы в Америке XIX века.
Первоначально эта коммерческая организация называлась Oneida Community, и она начала выпускать посеребрённые столовые принадлежности в 1899 году под торговой маркой «Community Plate».
Первоначально компания Oneida Community специализировалась на производстве высококачественной и дорогой продукции, но в 1929 году она купила компании Wm A. Rogers и 1881 Rogers, и под их торговыми марками стала выпускать более бюджетные столовые приборы более низкого качества. В 1935 году Oneida Community была переименована в Oneida Ltd.

Oneida выпустила много товаров для военных нужд

Успешный бизнес компании продолжался и в XX веке, в том числе во время обеих мировых войн. Выпускались и товары военного назначения: обоймы, освинцованные химические снаряды, боевые ножи и хирургические инструменты во время Первой мировой войны, а во время Второй мировой — ещё и армейские грузовики, авиационные наборы для выживания и даже детали реактивных двигателей.
В 1961 году Oneida Limited решила выпускать посуду и столовые приборы из нержавеющей стали, и это направление в бизнесе неожиданно превзошло её прежнее производство посеребрённых столовых приборов. В 1971 году Oneida купила ещё одну промышленную компанию: Camden Wire Co., Inc., крупного производителя кабеля и провода.
В 1980-х годах из всего объёма столовых приборов и мелкой посуды, продаваемых в США, на долю Онайды приходилась почти половина. В 1983 году Oneida Limited приобрела компанию Rena-Ware со штаб-квартирой в Белвью — производителя и экспортёра кухонных принадлежностей, но через три года продала эту компанию. В 1984 году Oneida Ltd. приобрела D.J. Tableware — производителя столовых приборов, посуды и фарфора для нужд общепита.
В 1996 году Oneida Limited купила THC Systems, Inc., вместе с её командой профессионалов и торговой маркой Rego China.
Серьёзные экономические трудности у Oneida Limited начались в конце 1990-х годов. Несмотря на давление конкуренции, эта компания ещё несколько лет сохраняла на территории США свои заводы по производству посуды, ножей, вилок и ложек, и оставалась последней такой компанией. Теракты 11 сентября оказали негативное влияние на рынки посуды и столовых приборов, предназначенных для гостиниц и для частных потребителей.
В ноябре 2003 года Oneida Limited была вынуждена продать свой фарфоровый завод Buffalo China, недавно отметивший столетний юбилей, и ещё четыре заграничные фабрики в Мексике, Китае и Италии. В феврале 2004 года Oneida Limited продала различных активов на общую сумму 5,5 млн. долларов США компании BC Acquisition Co. LLC. В конце концов, и старейшее производство в городе Шеррилл штата Нью-Йорк тоже было продано 22 марта 2005 года; его приобрела компания Sherrill Manufacturing.
После этого Oneida Limited оставила на территории США только разработку и маркетинг продукции, которая теперь изготавливалась на других предприятиях в других странах. Также в городе Онайда штата Нью-Йорк остались отделы продаж, рекламы, маркетинга, снабжения, сервиса для потребителей, юридический и операционный отдел. Но производством на территории США Oneida Limited больше не занимается. В 2006 году компания стала частным предприятием.
Отчасти из-за экономических последствий событий 11 сентября, продажи Oneida Limited снизились более чем на 157 млн. долл. В 2006 году по заявке компании была начата процедура банкротства в соответствии с главой 11 Кодекса США о банкротстве. После финансовой стабилизации и снижения долговой нагрузки, компанию Oneida Limited' купила группа хэдж-фондов во главе с Monarch Alternative Capital.
Но и на этом экономические трудности не закончились. За отчуждением собственных производственных предприятий в 2009 последовало отчуждение собственных магазинов компании Oneida Limited из-за плохих финансовых результатов работы этих магазинов; остался только старейший фирменный магазин в Шеррилле, который превратился в дешёвый магазин распродажи товарных остатков.
В сентябре 2010 года был запущен новый веб-сайт компании — Oneida.com.
В ноябре 2011 Oneida Limited снова поменяла собственника — её приобрёл нью-йоркский взаимный фонд акций Monomoy Capital Partners. В 2012 году новый владелец объединил Oneida Limited с другой компанией — Anchor Hocking, и в результате того слияния была образована EveryWare Global
В январе 2014 года EveryWare Global объявила о планах закрытия и офиса, и распродажного магазина в Шеррилле; в апреле того же года начался процесс закрытия. Магазин был закрыт 26 апреля 2014 года.

## Бизнес

### Промышленное производство
На протяжении своей долгой истории, компания Oneida Limited в разное время владела и управляла многими промышленными предприятиями. Кроме столовых приборов, компания пробовала заниматься производством шёлка, цепей и охотничьих ловушек. Но рентабельность этих предприятий постепенно снижалась, и компания избавлялась от них.
В 1916 году Oneida открыла свою первую фабрику за пределами США — в городе Ниагара-Фолс (Онтарио), провинция Онтарио, Канада.

Компания Oneida была одним из крупнейших производителей в годы Второй мировой войны

Во время Второй мировой войны Oneida купила фабрику по производству армейских грузовиков, авиационных наборов для выживания и деталей реактивных двигателей в городе Канастота штата Нью-Йорк.
В течение 1960-х и 1970-х годов количество рабочих на предприятиях компании выросло с 2000 до 3000 человек. Основной объём производства теперь приходился на столовые приборы из нержавеющей стали. Начиная с 1977 года, и на протяжении 1980-х и 1990-х годов, Oneida Limited скупала и поглощала независимые компании, выпускающие проволоку, фарфор и посуду. Спрос на эту продукцию тогда сильно вырос, и чтобы удовлетворить его, Oneida Limited оборудовала свои фабрики высокопроизводительными производственными линиями, а также открывала новые фабрики по всему миру: в Мексике была фабрика столовых сервизов в Хуаресе (Juarez) и фабрика столовых приборов в Толуке (Toluca), в Китае посудная фабрика была создана в Шанхае, а в Италии — в городе Верчелли. Но к 2004 году все эти фабрики были закрыты.
После того, как компания Oneida была куплена фондом Monomoy Capital Partners, производство различной продукции по её заказу и под её торговой маркой было передано по контрактам более чем 50 предприятиям в Северной и Южной Америке, Европе и Азии.

### Рекламные кампании
С 1899 года художник Коулс Филлипс (англ. Coles Phillips) рисовал иллюстрации к десяткам рекламных объявлений компании Oneida Community. Этим же занимались Максфилд Пэрриш и Джон Уиткомб (John Whitcomb). В основном, эти объявления размещались в модных, домашних, свадебных и эпикурейских изданиях. Компания Onaida одной из первых начала приглашать знаменитостей для участия в рекламе; с ней сотрудничали актёр Боб Хоуп и танцовщица Айрин Касл (англ. Irene Castle).
В 1960-х годах рекламу для Oneida Limited делало маркетинговое агентство Deutsch Inc. (англ. Deutsch Inc.) Позднее рекламные кампании Онайды удостоились нескольких премий Clio Awards (англ. Clio Awards).

## Торговые марки и бренды
Поскольку Oneida Limited работала на нескольких сходных рынках, она использовала несколько торговых марок. Так, товары для предприятий общественного питания выпускались под брендами Schonwald, Sant’Andrea, Oneida и Buffalo, а потребительские товары — под брендами Oneida, Westminster, Stanley Rogers и другими.

### Schonwald
Под этой торговой маркой в Америке работала исключительно Oneida Limited и выпускала столовые сервизы для предприятий общепита. Эта линия продукции известна известна оригинальным дизайном, продвинутыми технологиями изготовления и высоким качеством; это «пятизвёздочный» бренд элитных товаров на рынке столовых сервизов.

### Sant’Andrea
Sant’Andrea — европейский бренд компании Oneida Limited. Под ним выпускалась высококачественная посуда как из нержавеющей стали, так и более традиционная посеребрённая. Так же называлась итальянская дочерняя компания — Sant’Andrea, S.r.l.; на неё в 1998 году было приобретено предприятие Table Top Engineering & Design, S.r.l., которое было основным изготовителем высококачественных столовых сервизов для общепита, продаваемых Oneida Limited под этой маркой.

### Oneida
Oneida — именной и самый ранний бренд компании Oneida Limited. В дальнейшем он был разделён на три сублинии: Oneida Flatware, Oneida Holloware и Oneida Dinnerware. Посуда и сервизы под этим брендом приобретались хорошими столовыми, фамильными ресторанами и гостиницами.

### Buffalo
Oneida Limited приобрела компания Buffalo China, Inc. в 1983 году, когда Buffalo China, Inc. была одним из самых крупных производителей фарфоровых изделий. Но и после закрытия и распродажи ряда фабрик в 2004 году, торговые марки и логотипы Buffalo China, а также склад в городе Буффало штата Нью-Йорк оставались в собственности Oneida Limited. Buffalo Collection — это линия повседневных столовых сервизов компании Oneida, характеризующихся практичностью, прочностью и детальностью.